# 4091 Lowe
För andra betydelser, se Lowe.
4091 Lowe eller 1986 TL2 är en asteroid i huvudbältet som upptäcktes den 7 oktober 1986 av den amerikanske astronomen Edward L.G. Bowell vid Anderson Mesa Station. Den är uppkallad efter den kanadensiske astronomen Andrew Lowe.
Asteroiden har en diameter på ungefär 22 kilometer.